# The Joshua Tree Tour 2017
The Joshua Tree Tour – światowa trasa koncertowa U2, która odbyła się w 2017 r. z okazji 30-lecia wydania albumu The Joshua Tree. Trasa została podzielona na trzy części; zespół występował na scenie 51 razy.

## Program koncertów
Część 1:
1. "Sunday Bloody Sunday"
2. "New Year’s Day"
3. "Bad"
4. "Pride (In the Name of Love)"

Część 2:
1. "Where the Streets Have no Name"
2. "I Still Haven’t Found What I’m Looking For"
3. "With or Without You"
4. "Bullet the Blue Sky"
5. "Running to Stand Still"
6. "Red Hill Mining Town"
7. "In God’s Country"
8. "Trip Through Your Wires"
9. "One Tree Hill"
10. "Exit"
11. "Mothers of the Disappeared"

Bisy:
1. "Miss Sarajevo"
2. "Beautiful Day"
3. "Elevation"
4. "Vertigo"
5. "You're the Best Thing About Me"
6. "Ultraviolet (Light My Way)"
7. "One"

## Koncerty trasy
1. 12 maja 2017 – Vancouver, Kanada – BC Place Stadium
2. 14 maja 2017 – Seattle, Waszyngton, USA – CenturyLink Field
3. 17 maja 2017 – Santa Clara, Kalifornia, USA – Levi’s Stadium
4. 20 maja 2017 – Pasadena, Kalifornia, USA – Rose Bowl
5. 21 maja 2017 – Pasadena, Kalifornia, USA – Rose Bowl
6. 24 maja 2017 – Houston, Teksas, USA – NRG Stadium
7. 26 maja 2017 – Arlington, Teksas, USA – AT&T Stadium
8. 3 czerwca 2017 – Chicago, Illinois, USA – Soldier Field
9. 4 czerwca 2017 – Chicago, Illinois, USA – Soldier Field
10. 7 czerwca 2017 – Pittsburgh, Pensylwania, USA – Heinz Field
11. 9 czerwca 2017 – Manchester, Tennessee, USA – Great Stage Park (Bonnaroo Music Festival)
12. 11 czerwca 2017 – Miami Gardens, Floryda, USA – Hard Rock Stadium
13. 14 czerwca 2017 – Tampa, Floryda, USA – Raymond James Stadium
14. 16 czerwca 2017 – Louisville, Kentucky, USA – Papa John’s Cardinal Stadium
15. 18 czerwca 2017 – Filadelfia, Pensylwania, USA – Lincoln Financial Field
16. 20 czerwca 2017 – Landover, Maryland, USA – FedExField
17. 23 czerwca 2017 – Toronto, Kanada – Rogers Centre
18. 25 czerwca 2017 – Foxborough, Massachusetts, USA – Gillette Stadium
19. 28 czerwca 2017 – East Rutherford, New Jersey, USA – MetLife Stadium
20. 29 czerwca 2017 – East Rutherford, New Jersey, USA – MetLife Stadium
21. 1 lipca 2017 – Cleveland, Ohio, USA – FirstEnergy Stadium
22. 8 lipca 2017 – Londyn, Anglia – Twickenham Stadium
23. 9 lipca 2017 – Londyn, Anglia – Twickenham Stadium
24. 12 lipca 2017 – Berlin, Niemcy – Olympiastadion
25. 15 lipca 2017 – Rzym, Włochy – Stadio Olimpico
26. 16 lipca 2017 – Rzym, Włochy - Stadio Olimpico
27. 18 lipca 2017 – Barcelona, Hiszpania – Estadi Olímpic Lluís Companys
28. 22 lipca 2017 – Dublin, Irlandia – Croke Park
29. 25 lipca 2017 – Saint-Denis, Francja – Stade de France
30. 26 lipca 2017 – Saint-Denis, Francja - Stade de France
31. 29 lipca 2017 – Amsterdam, Holandia – Amsterdam Arena
32. 30 lipca 2017 – Amsterdam, Holandia - Amsterdam Arena
33. 1 sierpnia 2017 – Bruksela, Belgia – Stadion Króla Baudouina I
34. 3 września 2017 – Detroit, Michigan, USA – Ford Field
35. 5 września 2017 – Orchard Park, Nowy Jork, USA – New Era Field
36. 8 września 2017 – Minneapolis, Minnesota, USA – U. S. Bank Stadium
37. 10 września 2017 – Indianapolis, Indiana, USA – Lucas Oil Stadium
38. 12 września 2017 – Kansas City, Missouri, USA – Arrowhead Stadium
39. 14 września 2017 – Nowy Orlean, Luizjana, USA – Mercedes-Benz Superdome
40. 19 września 2017 – Glendale, Arizona, USA – University of Phoenix Stadium
41. 22 września 2017 – San Diego, Kalifornia, USA – SDCCU Stadium
42. 3 października 2017 – Meksyk, Meksyk – Foro Sol
43. 4 października 2017 – Meksyk, Meksyk - Foro Sol
44. 7 października 2017 – Bogota, Kolumbia – Estadio El Campín
45. 10 października 2017 – La Plata, Argentyna – Estadio Ciudad de La Plata
46. 11 października 2017 –  La Plata, Argentyna - Estadio Ciudad de La Plata
47. 14 października 2017 – Santiago, Chile – Estadio Nacional de Chile
48. 19 października 2017 – São Paulo, Brazylia – Estádio do Morumbi
49. 21 października 2017 – São Paulo, Brazylia - Estádio do Morumbi
50. 22 października 2017 – São Paulo, Brazylia - Estádio do Morumbi
51. 25 października 2017 – São Paulo, Brazylia - Estádio do Morumbi